# Православие в Германии
Германия не относится к традиционно православным регионам Европы, так как после 1054 года христиане Германии остались в зоне католического влияния. В XVI веке в немецких землях начал распространяться протестантизм, хотя ряд территорий (Бавария, Австрия и др.) остались верны католичеству.

## История
Русское православие в Германии присутствует около 300 лет. При Петре I в 1718 году была открыта часовня в Берлине, просуществовавшая до 1837 года. После этот посольский храм был перенесён в новое здание посольства России. Паству храма составляли около пяти тысяч православных: русских, сербов, болгар, греков и румын. Существующие ныне в Германии храмы относятся к XIX и XX векам постройки. Помимо этих, есть храмы, построенные в 60-е и 90-е годы XX века в Мюнхене, Гамбурге, Франкфурте, Кёльне, и так называемые богослужебные точки — обустроенные для совершения богослужений места, оборудованные из жилых и нежилых помещений.
Со второй половины XIX века в Германию ездили отдыхать и лечиться на водах русские аристократы и другие представители русского общества, что стало причиной постройки целого ряда православных храмов: в Бад-Эмсе (1876), Баден-Бадене (1882), Бад-Гомбурге (1899), Бад-Киссингене (1901), Бад-Наухайме и Бад-Брюккенау (1908). К этому периоду относятся и два храма на курортах Мариенбад (Марианске Лазне) и Карлсбад (Карловы Вары), ныне находящиеся на территории Чехии.
Численность православных в стране начала расти только с начала 1960-х годов, когда в Германию устремился поток трудовых мигрантов из Восточной Европы. Среди них сейчас преобладают русские и русскоязычные, также болгары, румыны, украинцы, молдаване, сербы, македонцы и др.
До 1990-х основу православной диаспоры Германии составляли греки (в основном экономические мигранты из послевоенной Греции). Численность православных в стране по разным подсчётам оценивается от 1 до 2 млн человек, что составляет 2 % всего населения страны.
15 октября 2013 года на заседании Священного синода Антиохийского патриархата была учреждена митрополия Германии, а её управляющим избран митрополит Исаак (Баракат).

### Современное положение
Основу русской православной паствы составляет преимущественно молодёжь, так как среди мигрантов преобладает именно молодое поколение. Русская православная церковь планирует постройку крупного храма в Бремене, это должен стать первый подобный проект за более, чем 100 лет. По желанию русскоязычных граждан Германии православие включено в некоторых школах и университетах в официальную программу, оценку по предмету вписывается в табель. В русских православных приходах в зависимости от национальности прихожан в богослужении используется как церковнославянский, так и немецкий языки, в некоторых приходах литургия и вечерня полностью проводится на немецком языке, в связи с тем, что значительную часть паствы русских церквей составляют коренные немцы, перешедшие в православие, некоторая часть священников и архиереев русских приходов немецкой национальности.

## Галерея

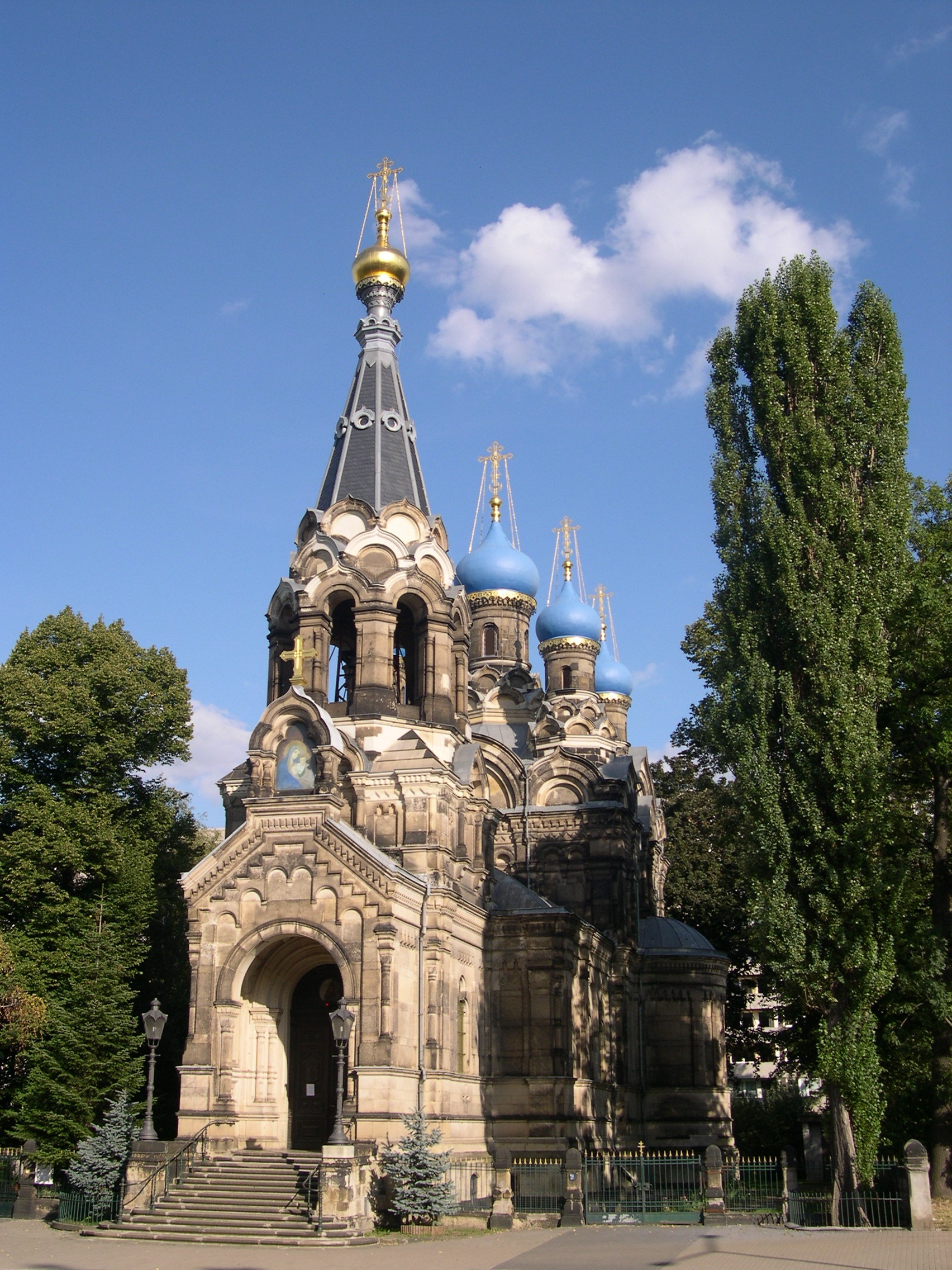
Русская церковь в Дрездене
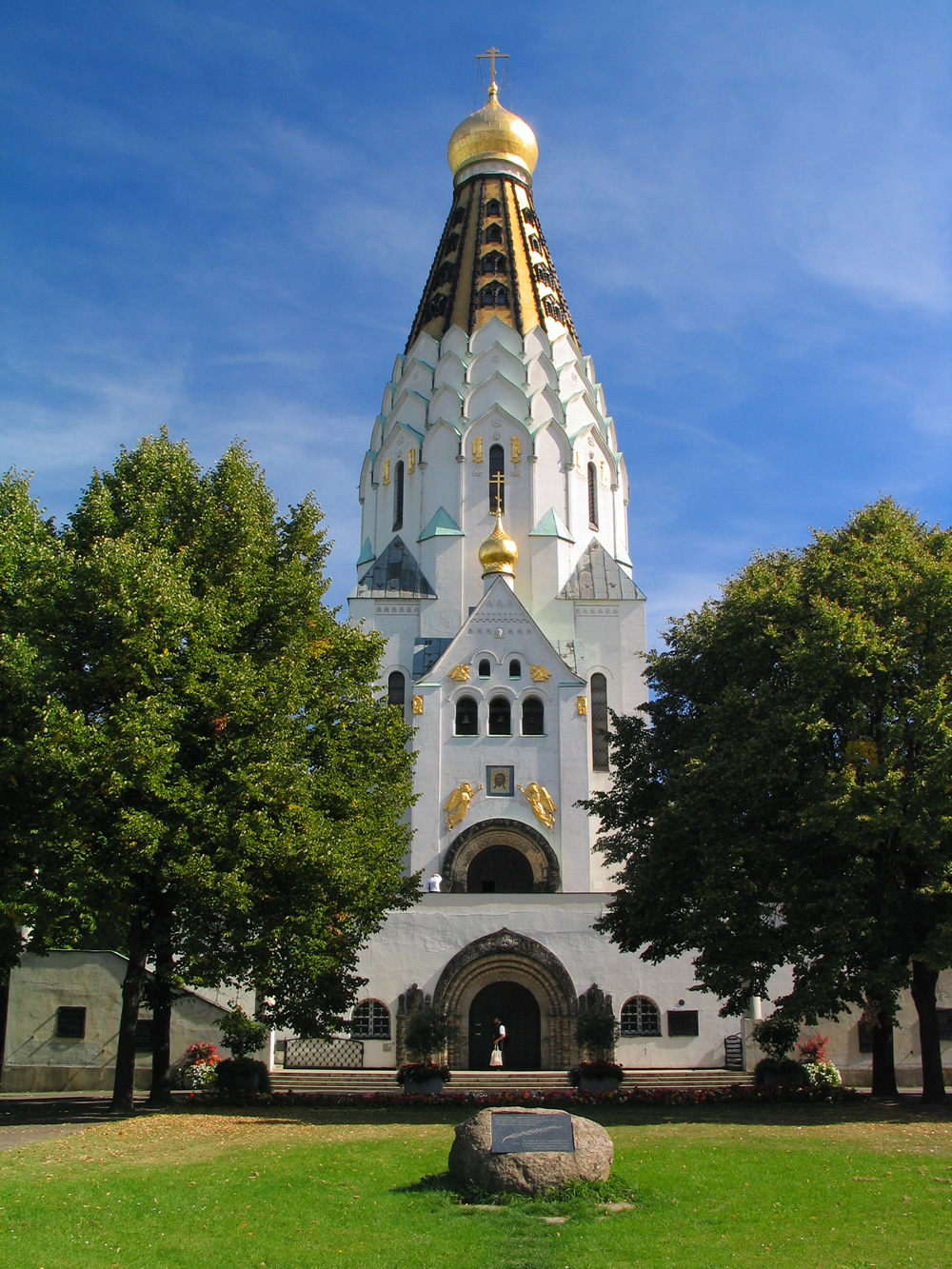
Русская церковь в Лейпциге
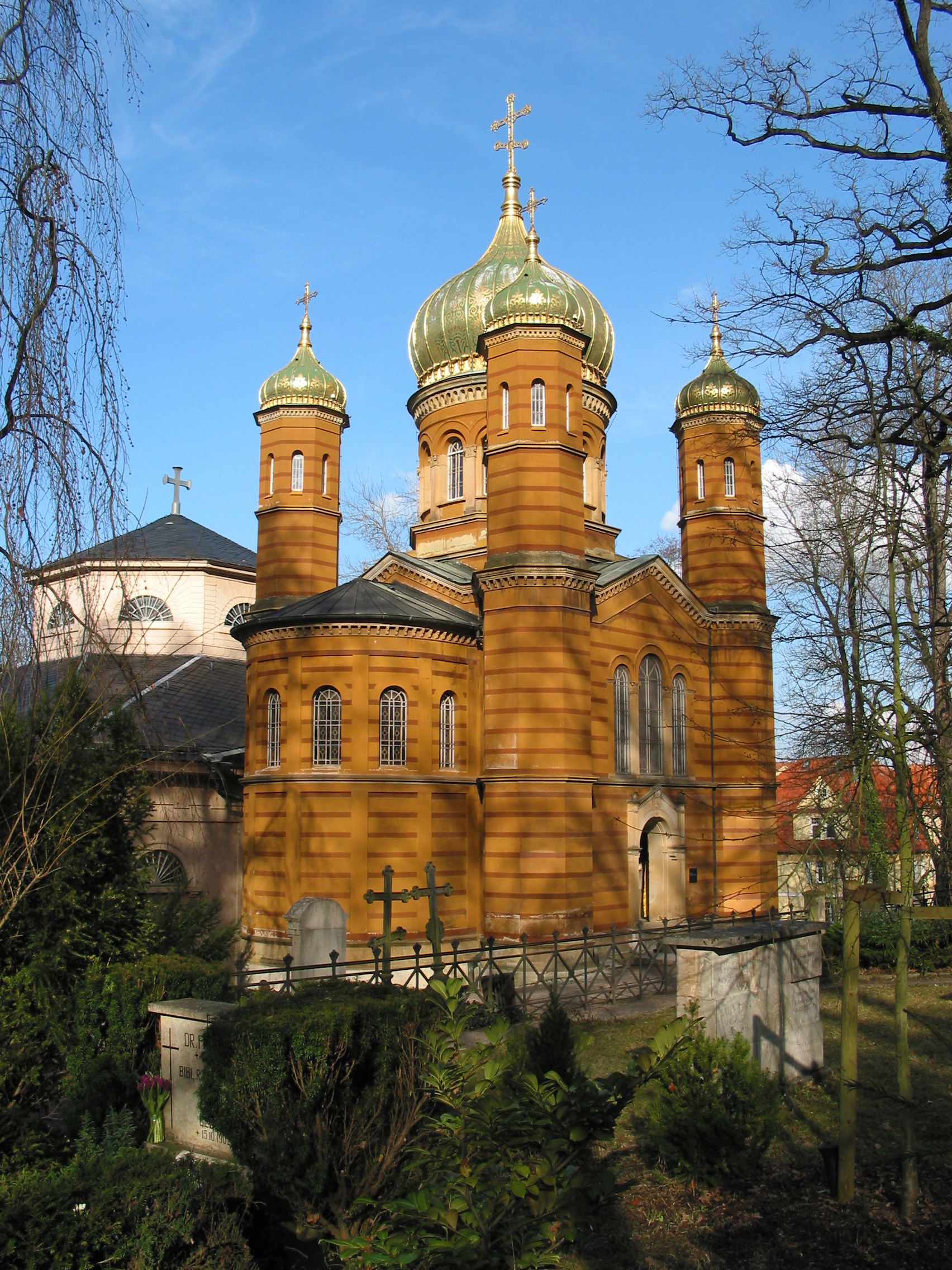
Русская церковь в Веймаре
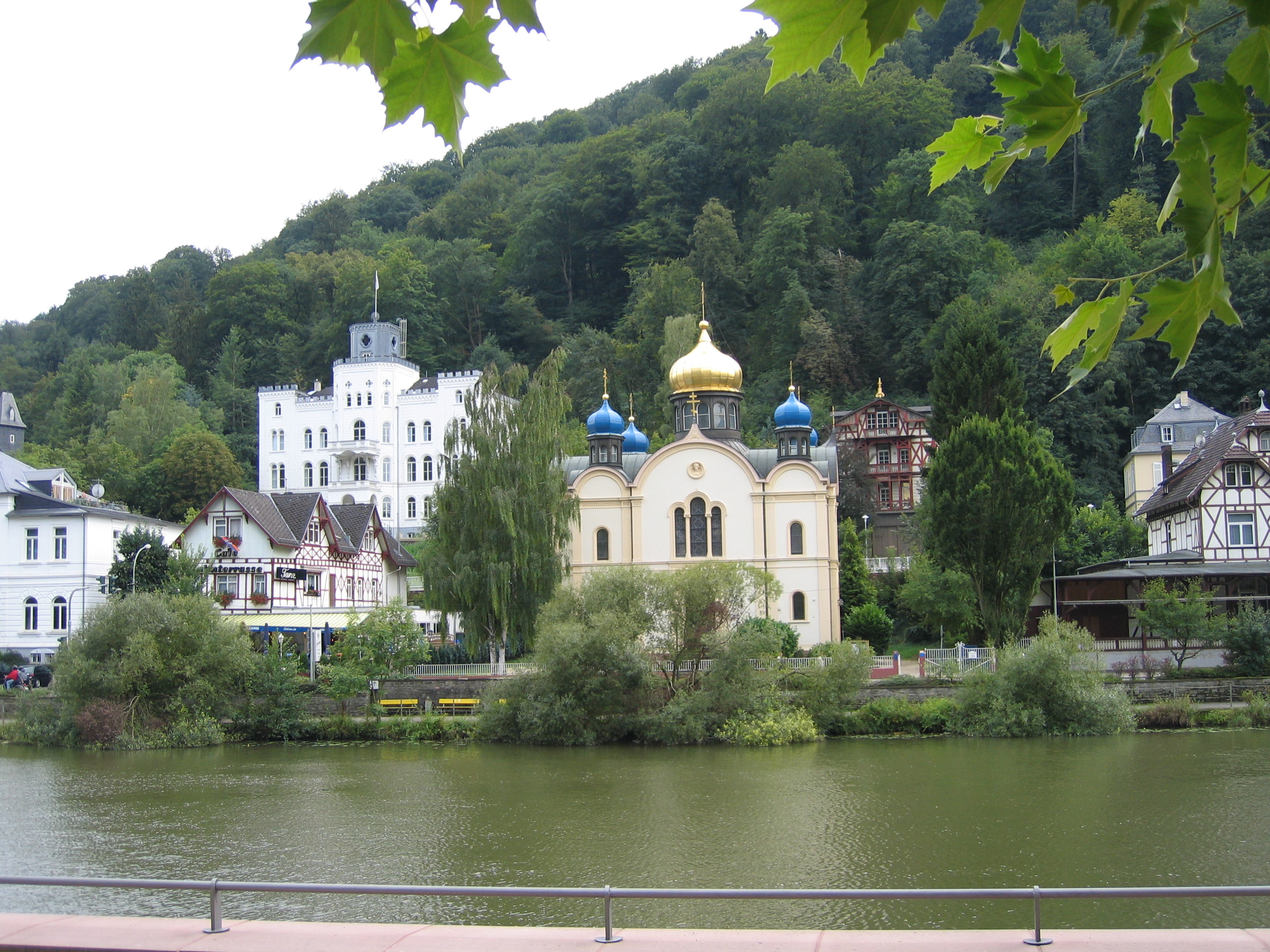
Русская церковь в Бад-Эмсе
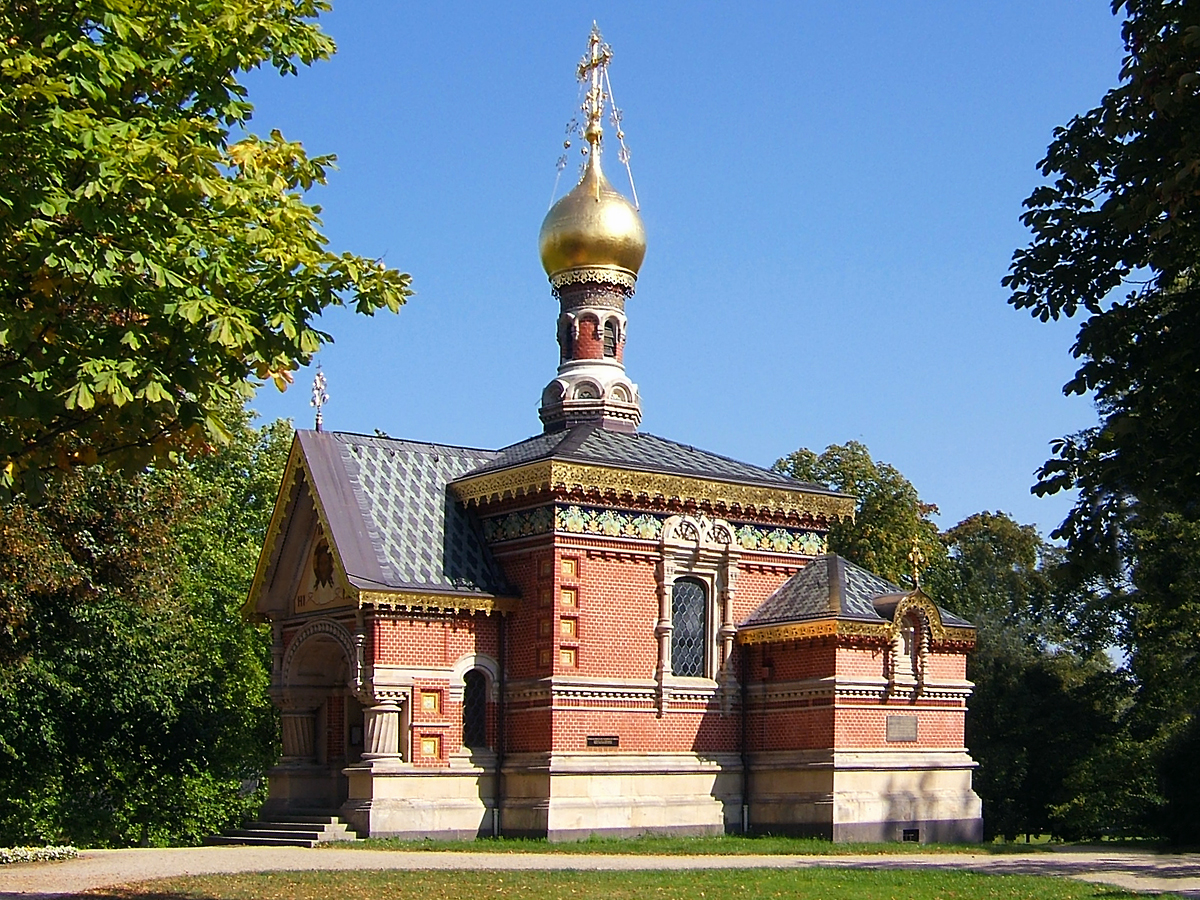
Русская церковь в Бад-Хомбурге
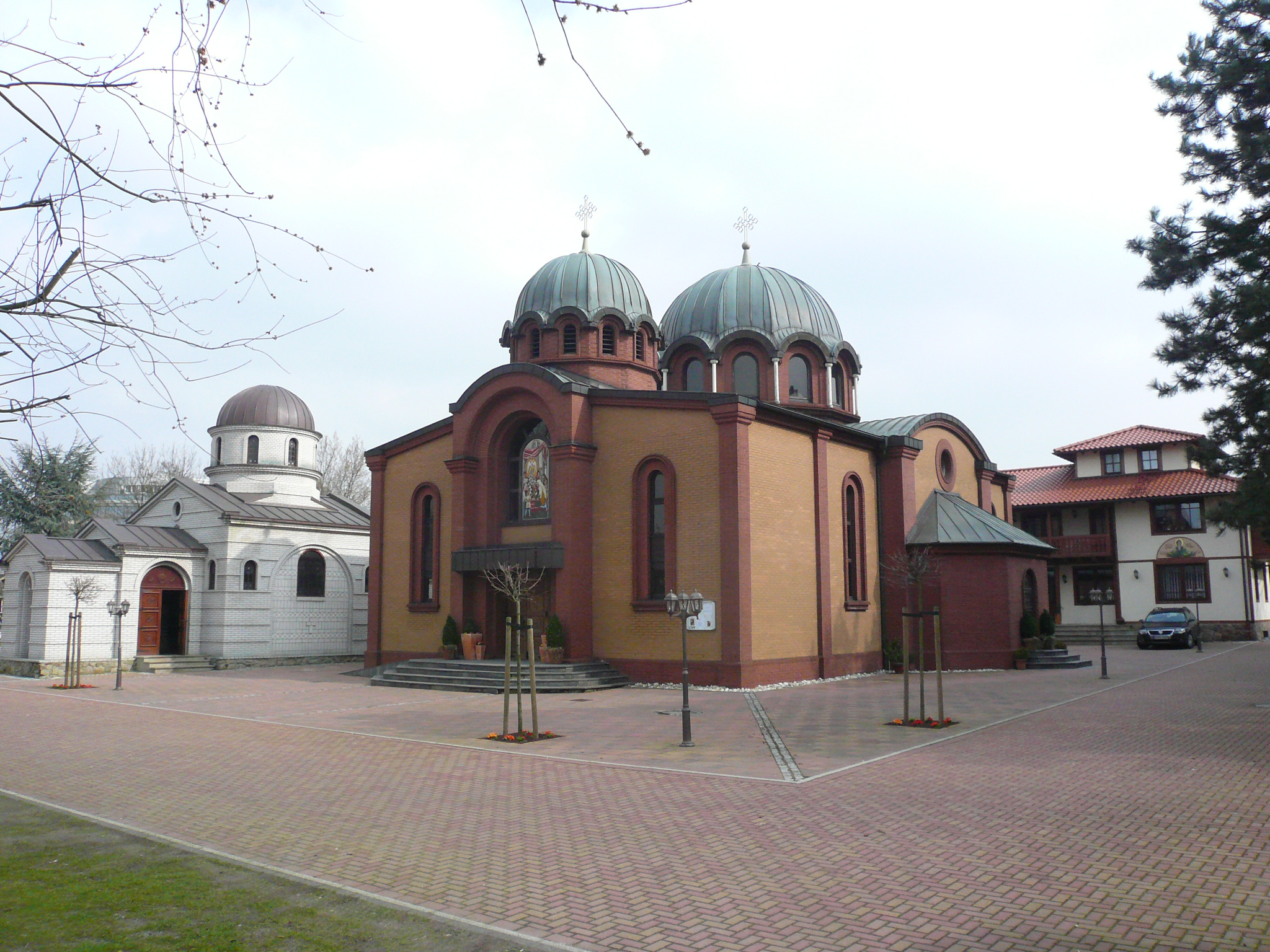
Сербский собор св. Саввы в Дюссельдорфе
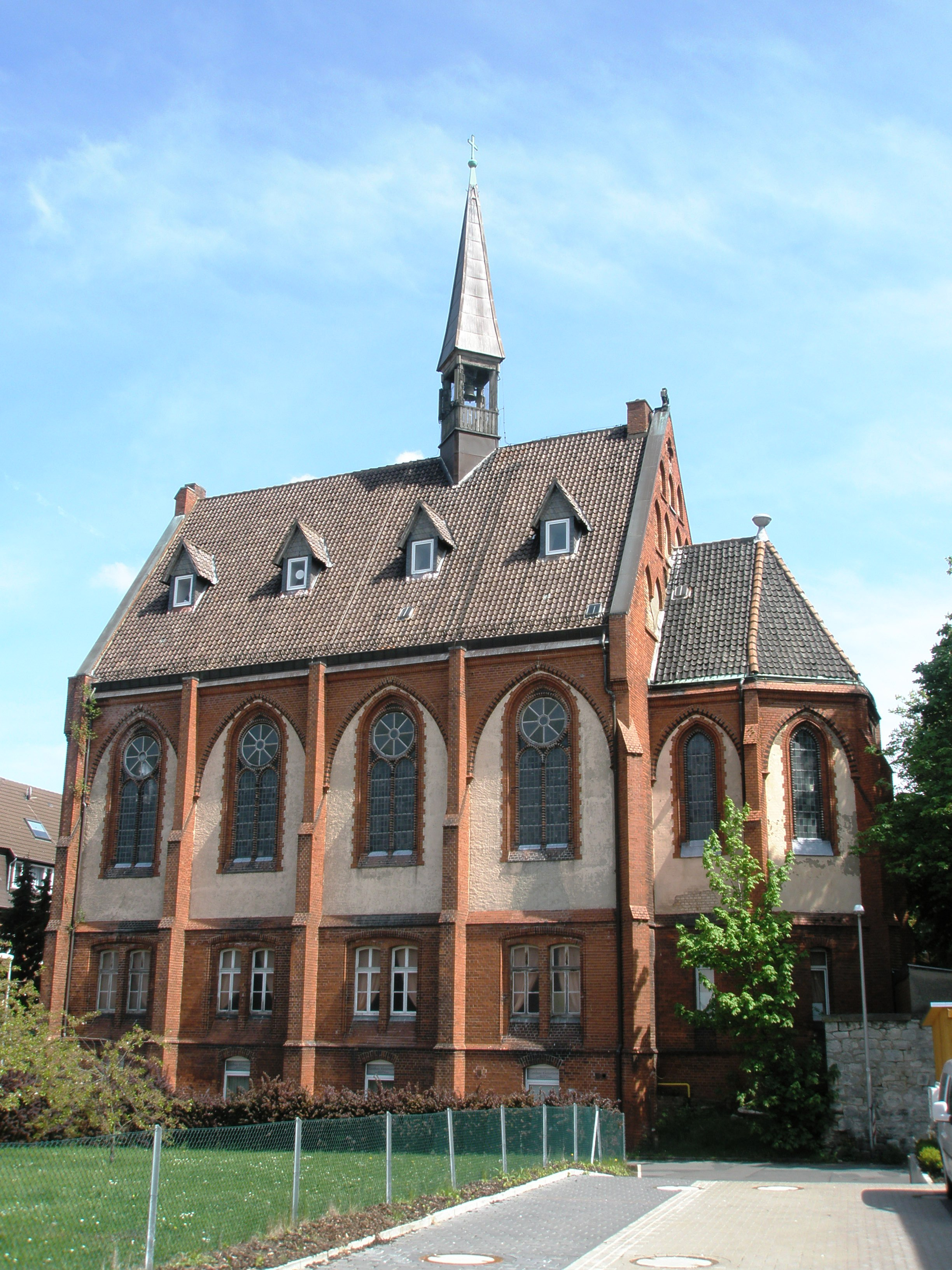
Сербская церковь в Хильдесхайме
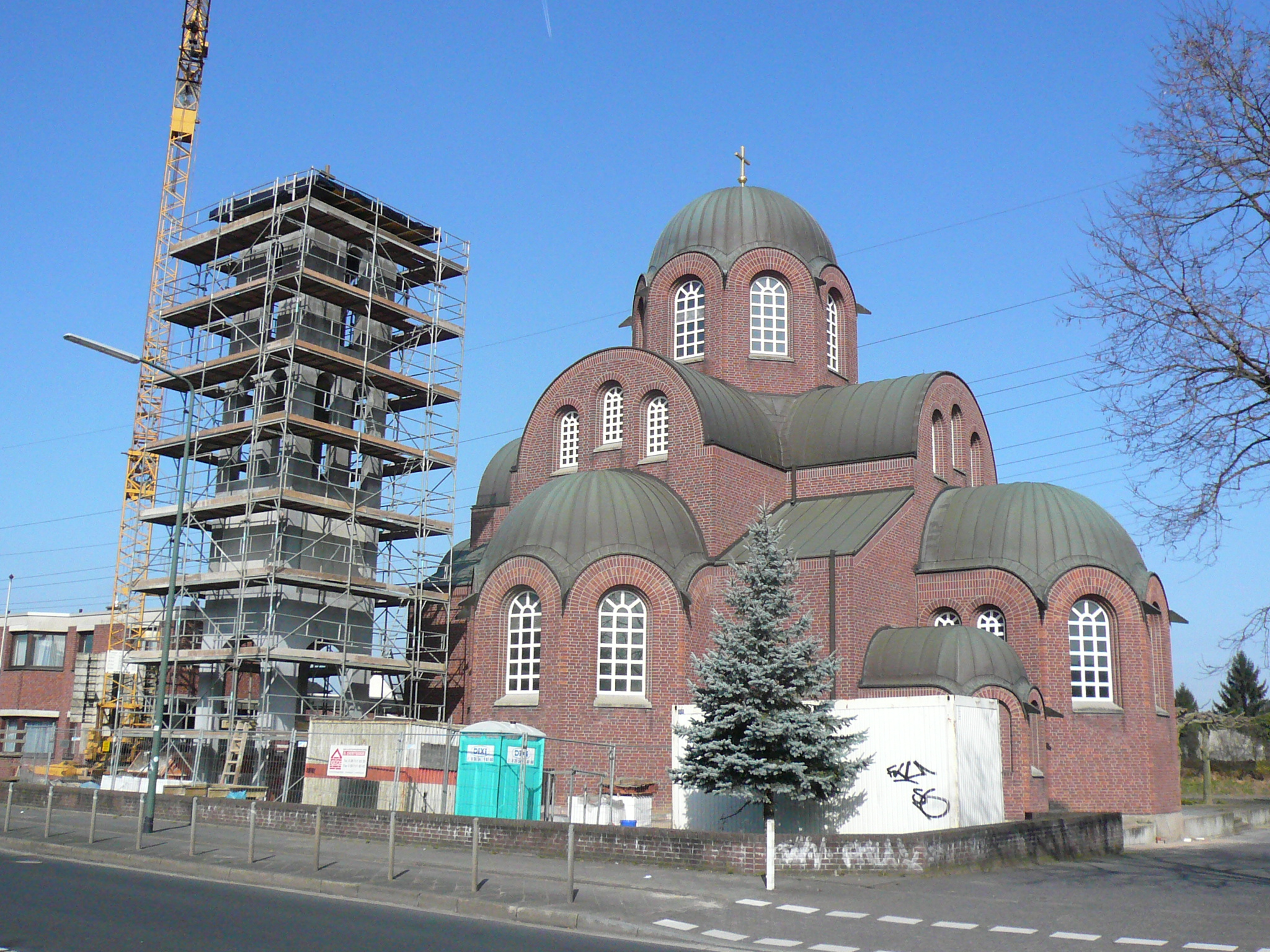
Греческая церковь в Дюссельдорфе
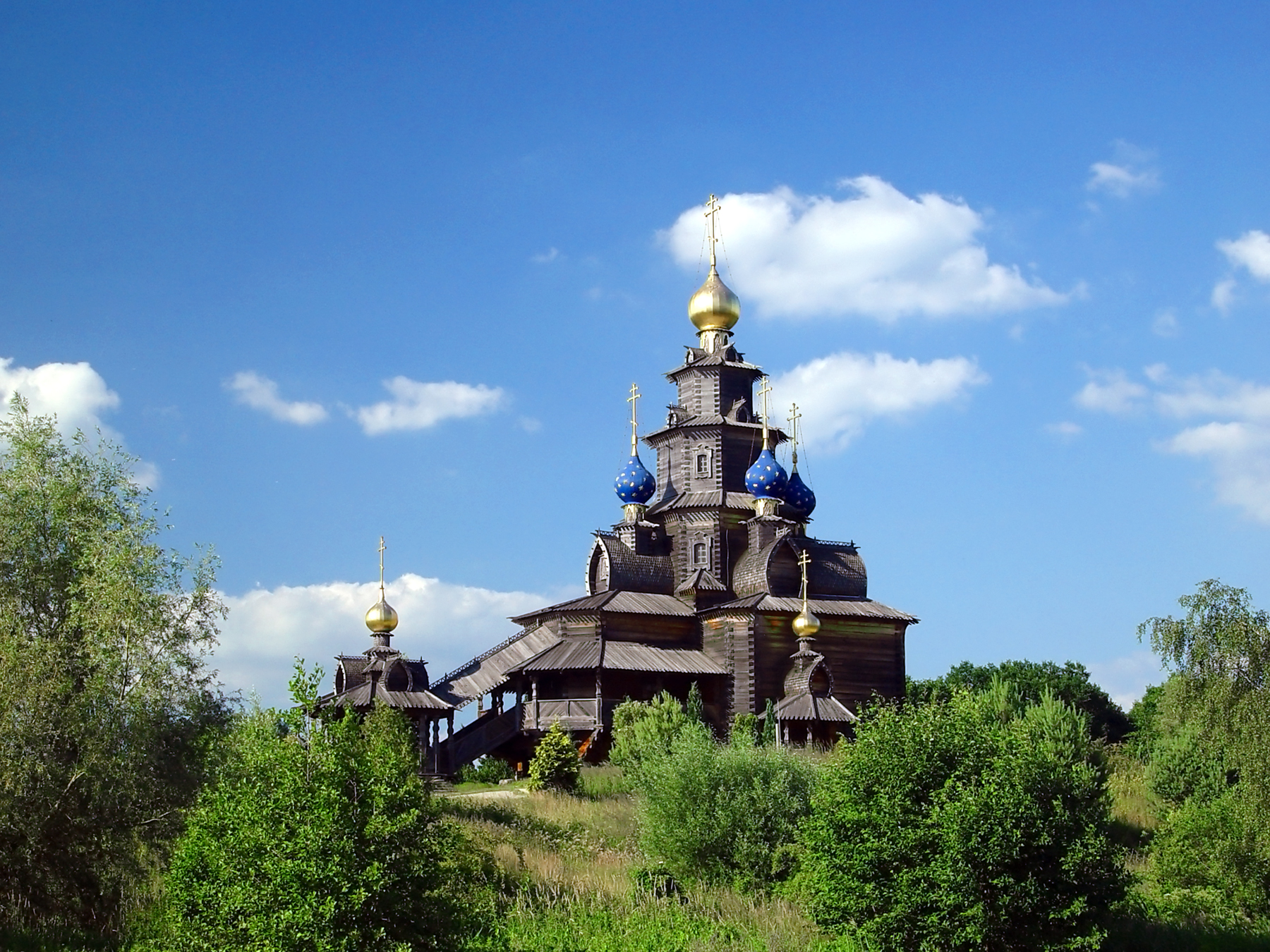
Храм святителя Николая (Гифхорн)
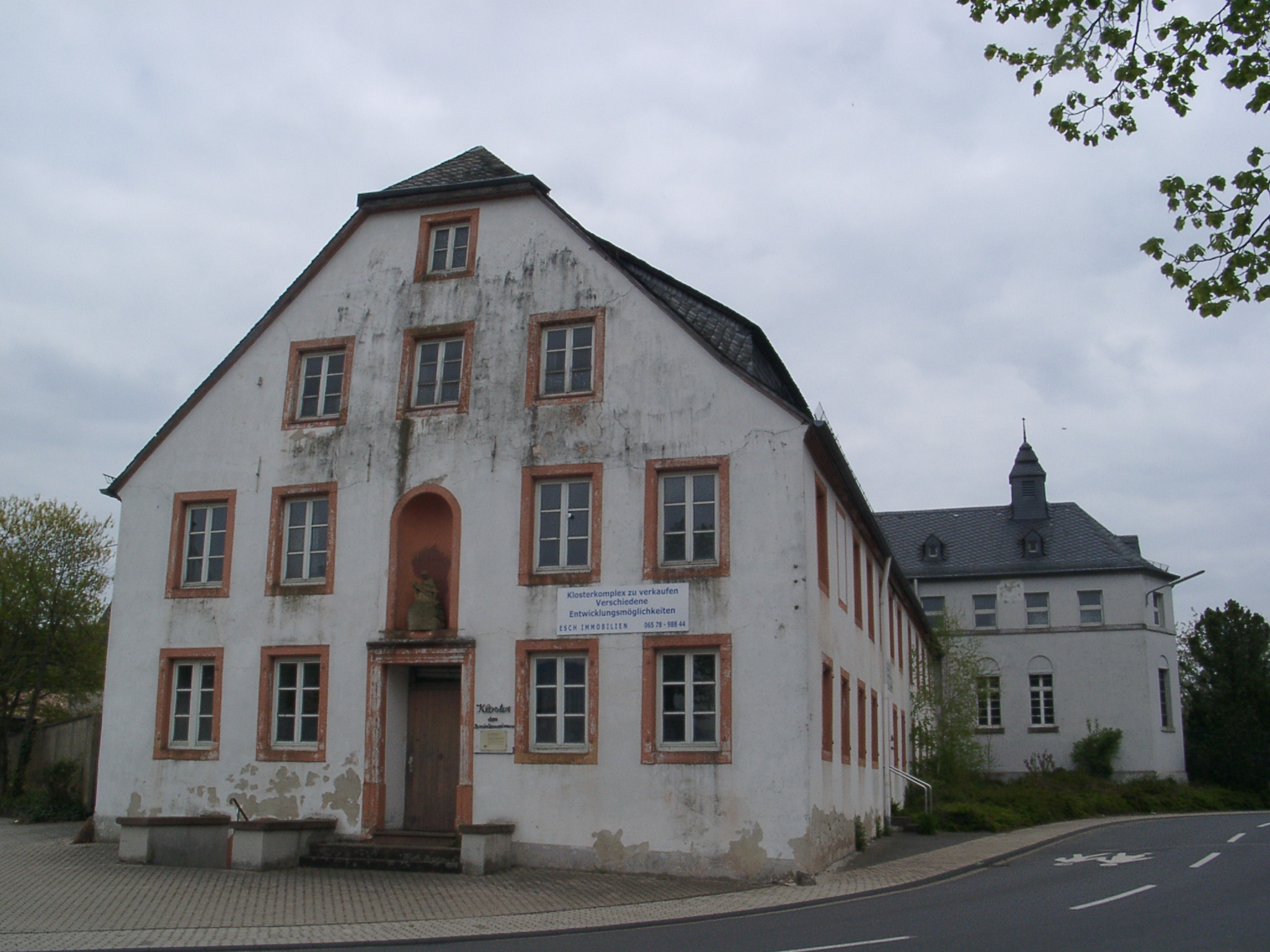
Православный монастырь Рождества Пресвятой Богородицы в г. Клаузен (Трир).